# Гагар-Хакар
Гагар-Хакар (енгл. Ghaggar) је река која протиче кроз Индију и Пакистан само у сезони монсуна. Дуга је 494 km.